# Mariano Gago

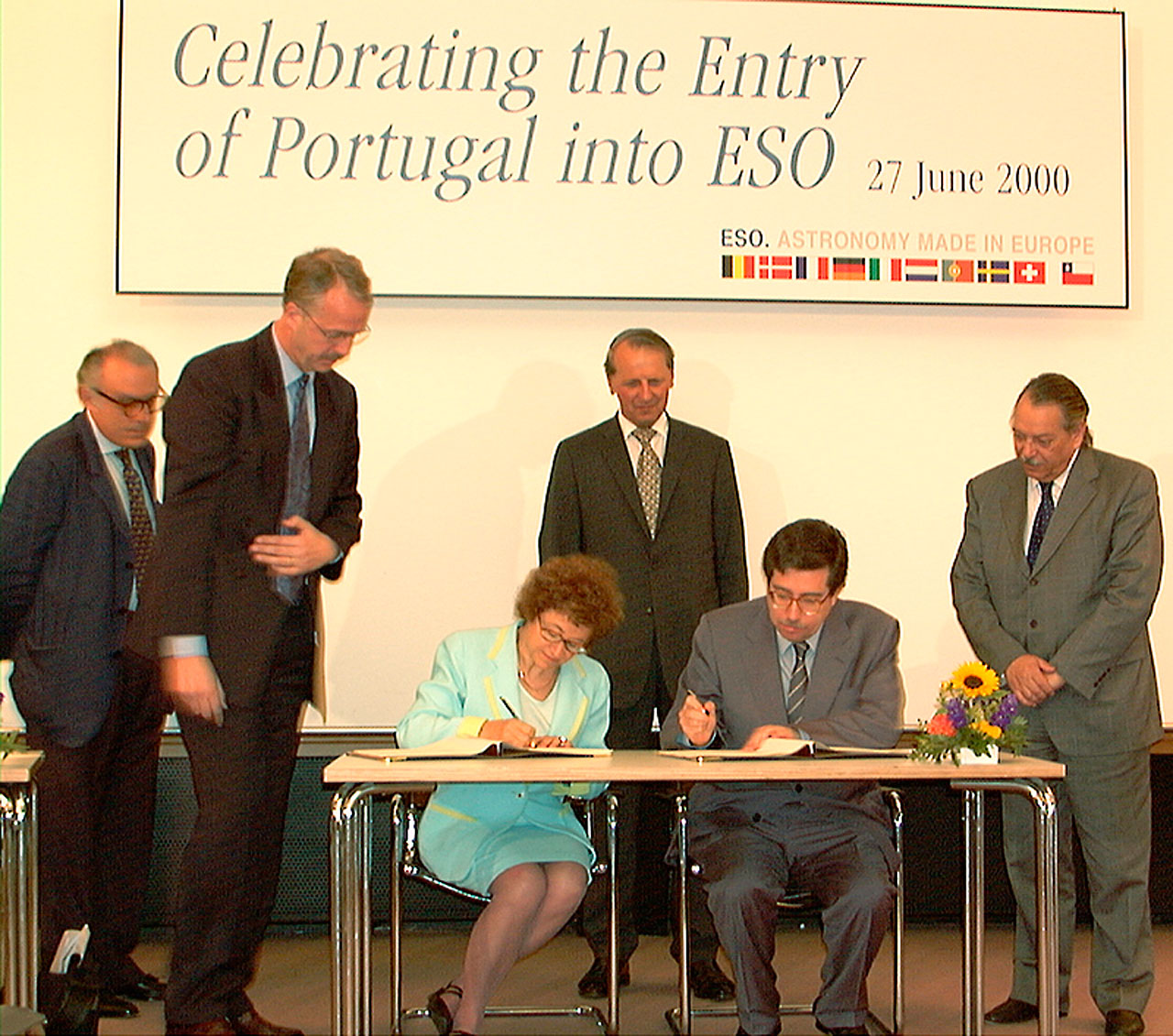
Mariano Gago unterzeichnet den ESO-Vertrag

José Maria Mariano Rebelo Pires Gago (* 16. Mai 1948 in Lissabon; † 17. April 2015 ebenda) war ein portugiesischer Ingenieur, Physiker und Politiker. Gago war insgesamt 13 Jahre Wissenschaftsminister in Portugal, und zwar von 1995 bis 2002 unter Premierminister Guterres und von 2005 bis 2011 unter Premierminister Sócrates.

## Leben
Mariano Gago schloss sein Studium der Elektrotechnik am Instituto Superior Técnico der Technischen Universität Lissabon mit der üblichen Lizenziatur (licenciatura) ab. Daraufhin betrieb er zahlreiche Forschungen im Bereich der experimentellen Physik der Elementarteilchen an der Pariser École polytechnique, wo er sich auch habilitierte. Er war Professor am Instituto Superior Técnico, forschte unter anderem am CERN, und war seit dessen Gründung 1985 Präsident des Laboratório de Instrumentação e Física Experimental de Partículas („Labor für Messtechnik und experimentelle Elementarteilchenphysik“) in Lissabon und Coimbra. Gago war außerdem Mitglied der Gemeinsamen Forschungsstelle der Europäischen Kommission (1986–1989) und war von 1986 bis 1989 Präsident des Portugiesischen Verbandes für Wissenschaft und Technologie (Junta Nacional de Investigação Científica e Tecnológica), in dieser leitete er unter anderem das portugiesische Förderprogramm für Wissenschaft (Programa Mobilizador de Ciência e Tecnologia em Portugal) ein. Von Juli 1997 bis Juni 1998 hatte er außerdem den Vorsitz der europäischen EUREKA-Initiative.
Seine politische Laufbahn begann, als Premierminister António Guterres ihn nach den portugiesischen Parlamentswahlen 1995 zum neuen Minister für Wissenschaft, Technologie und Hochschulbildung ernannte. Dieses Ressort leitete er in beiden Legislaturperioden Guterres’, demnach vom 28. Oktober 1995 bis zum 25. Oktober 1999 (Erstes Kabinett Guterres) und vom 25. Oktober 1999 bis zum 6. April 2002 (Zweites Kabinett Guterres). 1998 gründete er die EUREKA-Asien-Initiative in Macau. Während der portugiesischen Ratspräsidentschaft 2000 bereitete er gemeinsam mit der Europäischen Kommission die eEurope-Initiative vor um das E-Government in der EU zu fördern. Außerdem initiierte er das Programm Ciência Viva (Lebende Wissenschaft), um Informationstechnologien besonders in Portugal in der Kultur und Gesellschaft zu verbreiten.
Nach den portugiesischen Parlamentswahlen 2005 berief Premierminister José Sócrates Mariano Gago erneut zum Wissenschaftsminister. In seiner jüngsten Amtszeit drängte Gago besonders auf eine stärkere Präsenz der portugiesischen Behörden im Internet und, in Zusammenarbeit mit dem Bildungsministerium, auf eine Anpassung der Universitätsabschlüsse gemäß dem Bologna-Prozess.
Obwohl er keiner Partei angehörte, galt Gago als den Portugiesischen Sozialisten besonders nahestehend.
Mariano Gago gehörte auch dem Vorstand des Internationalen Risikorats (IRGC) an. Außerdem war er ab 2001 ordentliches Mitglied der Academia Europaea. Ebenso veröffentlichte Gago zahlreiche Werke, unter anderem auch Manifest für die Wissenschaft in Portugal („Manifesto para a Ciência em Portugal“). 1992 wurde er zum Kommandeur des Ordens des heiligen Jakob vom Schwert ernannt.
Er war verheiratet und Vater einer Tochter.